# Ardre församling
Ardre församling var en församling i Svenska kyrkan i Visby stift. Församlingen uppgick 2006 i Garde församling.
Församlingskyrka var Ardre kyrka.

## Administrativ historik
Församlingen har medeltida ursprung.
Församlingen var till 1658 moderförsamling i pastoratet Ardre och Ala för att från 1659 till 1962 vara annexförsamling i pastoratet Östergarn, Gammelgarn och Ardre. Från 1962 till 2006 annexförsamling i pastoratet Garde, Etelhem, Alskog, Lye och Ardre. Församlingen uppgick 2006 i Garde församling tillsammans med övriga församlingar i pastoratet.
Församlingskod var 098065.